# 미카엘 폴로룬쇼
미카엘 이제무안 폴로룬쇼(이탈리아어: Michael Ijemuan Folorunsho, 1998년 2월 7일 ~ )는 이탈리아의 축구 선수로, 현재 세리에 A의 나폴리에서 칼리아리로 임대되어 뛰고 있다. 포지션은 미드필더이다.